# Reka, Cerkno
Reka je naselje v Občini Cerkno.